# Delfins
Delfins (portugiesisch für „Delphine“) war eine portugiesische Pop-Band.

## Geschichte
Die Band geht zurück auf die ersten Proben im Jahr 1981. Der Sänger Miguel Ângelo, Bruder des Gründungsbassisten João Carlos, kam 1982 in die Gruppe, die sich 1983 mit dem Schlagzeuger Pedro Malkow komplettierte. In dem Jahr gaben sie ihr erstes Konzert, auf der Hochzeit der Schwester ihres Gitarristen Fernando Cunha, am Strand von Praia do Guincho nahe ihrem Heimatort Cascais. 1984 nahmen sie ihre erste Single auf, für das Independent-Label Fundação Atlântica (von Pedro Ayres Magalhães u. a.). In einer der Aufnahmepausen im Studio wird ihr Name von ihrem Manager António Cunha, dem Bruder des Gitarristen, auf Delfins festgelegt. Die Platte erschien als Single und als Maxi-Single.
1985 spielten sie erstmals im Lissabonner Rock Rendez-Vous, und traten beim Festival da Canção 1985 der RTP an, das über den Vertreter Portugals beim Eurovision Song Contest 1985 entschied. Mit ihrem Lied A Casa da Praia belegten sie dabei den letzten Platz.
Ihr folgendes Debüt-Album Libertação wird von Carlos Maria Trindade produziert und von EMI-Valentim de Carvalho 1987 veröffentlicht. Es enthält sieben eigene Lieder und eine Version des Liedes Canção de engate, von António Variações. 1988 erschien ihr zweites Album und eine Maxi-Single des Stücks 1 Lugar ao Sol, und sie eröffneten das Konzert von Simply Red in Cascais.
1990 wechselten sie das Label und wurden die erste portugiesische Band der Bertelsmann Music Group (BMG). Im gleichen Jahr erschien ihr drittes Album Desalinhados, und sie eröffneten das Konzert von Tina Turner im Stadion von Sporting Lissabon (neben dem heutigen Estádio José Alvalade XXI).
1993 veröffentlichen sie ihr Konzeptalbum Ser Maior als Doppel-CD und als Triple-LP, das sie in ihren eigenen 1 Só Céu-Studios aufgenommen hatten. Sie spielten im Zénith (Paris) und gaben drei ausverkaufte Konzerte hintereinander im Lissabonner Teatro da Trindade. 1994 beteiligten sie sich an den Tribut-Projekten für José Afonso und António Variações, und komponierten die Musik (und spielten einige Nebenrollen) im Stück Breve Sumário da História de Deus von Gil Vicente, von Carlos Avilez am Teatro Experimental de Cascais inszeniert.
1995 traten sie in Macau und im Vorprogramm von Fernanda Abreu in Rio de Janeiro auf. In dem Jahr erschien eine weitere Best-of-Kompilation, mit zwei neuen Liedern. Vor allem eines der beiden neuen Stücke, das Titel-gebende O Caminho da Felicidade, wird außerordentlich erfolgreich, und das Album erhält Sechsfach-Platin. 1996 veröffentlichten sie ihr Album Saber A-Mar, das sie mit Musikern in aller Welt aufnahmen, vor allem in Brasilien, mit Roberto Fréjat (der Band Barão Vermelho), mit Paulinho Moska, der Bläsersektion von Djavan, und dem Rapper Gabriel o Pensador, aber auch mit einem Zulu-Chor.
1997 wurden sie für 500.000 verkaufte Einheiten der Tonträger, die sie für die BMG veröffentlichten, von ihrer Plattenfirma geehrt. Im gleichen Jahr traten sie an drei ausverkauften Abenden im Coliseu dos Recreios in Lissabon auf, und sie spielten in der Brixton Academy in London.
1998 veröffentlichten sie ihr Album Azul auch in einer spanisch (kastilisch) eingesungenen Version, die in Spanien und einigen anderen Ländern veröffentlicht wurde. Nach der Rückkehr einiger älterer Bandmitglieder sangen sie, als inzwischen siebenköpfige Band, die Titelmusik der portugiesischen Ausgabe von Big Brother (Fernsehshow), und veröffentlichten 2000 ihr siebtes Album Del7ins (manchmal auch als Se7e gelistet), das jedoch die Verkaufserwartungen enttäuschte.
Nach einigen Best-of-Zusammenstellungen und Live-Mitschnitten, die teilweise auch als DVD erschienen (darunter ihr Konzert im Centro Cultural de Belém), veröffentlichten sie 2007 ihr in England aufgenommenes Album Delfins.
2009 gaben sie das Ende als aktive Band bekannt, mit einer Abschiedstour, und ihrem letzten Konzert, Silvester 2009 in der Strandbucht ihres Heimatortes Cascais. Für die Zukunft haben sie jedoch die Veröffentlichung von bisher noch unveröffentlichten Bild- und Tonaufnahmen angekündigt.
Die Musiker der Delfins waren gelegentlich beteiligt an anderen Projekten, darunter das erfolgreiche All-Star-Projekt Resistência. Vor allem der Sänger Miguel Ângelo, der auch als Musikmoderator im Fernsehen und mit Solo-Alben wirkte, aber auch Bassist Rui Fadigas und Gitarrist Fernando Cunha veröffentlichen Alben, solo und als Gäste anderer Bands. So ist Ângelo Teil des Bandprojektes Movimento, das sich den Neuinterpretationen portugiesischer Unterhaltungsmusik der 60er Jahre widmet, angelehnt an den Stil von Motown und den Mods.

## Diskografie
- 1987: Libertação
- 1988: U Outro Lado Existe
- 1990: Desalinhados
- 1993: Ser Maior – Uma História Natural
- 1994: Breve Sumário da História de Deus
- 1995: O Caminho Da Felicidade (Best of) (PT: ×6Sechsfachplatin )[7]
- 1996: Saber Amar (PT: ×5Fünffachplatin )
- 1996: 1 Lugar Ao Sol – Colecção Caravela (Best of)
- 1998: Azul
- 2000: Del7ins/Se7e
- 2002: Babilónia
- 2003: O Caminho Da Felicidade II (Best of)
- 2004: Lugar Ao Sol – Colecção Caravelas (Best of)
- 2005: De Corpo e Alma – Acústico! (live)
- 2007: Delfins
- 2006: Grandes Êxitos (Best of)
- 2008: A Solidão do Sonhador e Outros Vôos do Grande Urso Branco/Urso
- 2008: Delfins@RFM:Radio Sessions (live)
- 2010: 25 Anos, 25 Êxitos, 1 Abraço (live)
- 2015: Ser Maior, Uma História Natural

## Videoalben
- 2003: Baía de Cascais 96 – O Caminho da Felicidade ao Vivo (Live-DVD)
- 2005: De Corpo e Alma – Acústico! – Ao Vivo no CCB (Live-DVD)
- 2010: 25 Anos, 25 Êxitos, 1 Abraço (Live-DVD)